# Йонас Ейка
Йонас Ейка Расмуссен (нар. 1991) — данський письменник.

## Біографія
Народився в Хаслеві, Данія, в 1991 році. Ейка дебютував у літературі в 2015 році романом «Лагерет Хусет Марі» . Його наступною книгою стала збірка оповідань Efter Solen 2018 року, за яку отримав низку літературних премій. У 2019 році став лауреатом літературної премії Північної ради. Англійське видання «Після сонця» в перекладі Шерілін Ніколетт Геллберг увійшло до довгого списку премії Республіки свідомості 2022 року.